# Richfield, Kansas
Richfield là một thành phố thuộc quận Morton, tiểu bang Kansas, Hoa Kỳ. Năm 2010, dân số của xã này là 43 người.

## Dân số
Dân số các năm:
- Năm 2000: 48 người
- Năm 2010: 43 người